# 達烏薩縣

達烏薩縣在拉賈斯坦邦的位置

達烏薩縣是印度拉賈斯坦邦的一個縣，位於該國西北部，面積3,429平方公里，識字率為69.17%，2011年人口1,637,226，人口密度每平方公里477人。

## 外部連結
- 官方网站
- Dausa district on Rajasthan govt page

26°54′00″N 76°19′48″E / 26.90000°N 76.33000°E